# Spejl
 For alternative betydninger, se Spejl (flertydig). (Se også artikler, som begynder med Spejl)
 Der er for få eller ingen kildehenvisninger i denne artikel, hvilket er et problem. Du kan hjælpe ved at angive troværdige kilder til de påstande, som fremføres i artiklen.

Et spejl dannes af en reflekterende overflade, som er tilstrækkeligt glat til, at den kan skabe et billede. Det bedst kendte eksempel er det flade spejl, som de fleste har derhjemme. I sådan et spejl vil et bundt af parallelle lysstråler skifte retning og dog blive ved med at være parallelle. Et billede, der er dannet af et fladt spejl, er et virtuelt billede med samme størrelse som originalen (se spejlbillede). Der findes også parabolske konkave spejle, hvor et bundt parallelle lysstråler kastes tilbage, så de krydser hinanden i spejlets fokus. Endelig er der konvekse spejle, hvor parallelle lysstråler kastes tilbage, så de spredes med et tilsyneladende skæringspunkt bag spejlet.

## Refleksion
En lysstråle kastes tilbage fra et spejl i en vinkel, der er lig med den vinkel, den ramte spejlet i. Det vil sige, at hvis lysstrålen skinner ind på spejlet i en vinkel på 30 grader, så kastes den tilbage fra det punkt, den rammer, i en vinkel på 30 grader, men i modsat retning. Spejle ser ud til at bytte om på højre og venstre, men de gør det ikke i virkeligheden.
En hvid flade kan ikke virke som et spejl, selv om den ikke opsuger lyset, for den kaster det tilbage som diffust lys, så der ikke dannes et billede. 
De tidligste spejle (når man ser bort fra vandflader, jf myten om Narcissos) bestod af en plade af poleret metal, ofte sølv når hensigten var at bruge spejlet i den personlige pleje, men af andre metaller, hvis man bare ville skabe intenst, tilbagekastet lys.

## Konstruktion og typer
Moderne spejle består for det meste af et tyndt lag aluminium (eller andre metaller), som er lagt på en glasplade. 
Men også sølvbelægning bruges, f.eks. i Pilkington Optimirror™.
De er oftest belagt på bagsiden, så den reflekterende overflade ses gennem glasset. Det gør spejlet holdbart, men det forringer billedkvaliteten i spejlet på grund af uvedkommende reflekser fra forsiden af glaspladen. Sådan et spejl reflekterer ca. 80% af det lys, det modtager. Spejle, der er belagt på forsiden, og som har en bedre billedkvalitet, bliver let beskadiget og ødelagt. De reflekterer 90-95% af det modtagne lys. Astronomiske spejle er af den sidste type, og de må have lagt ny overflade på med mellemrum for at fastholde deres kvalitet.
Visse spejle har både et glas foran og bagved det reflekterende lag.
Dette beskytter mod korrosion af det reflekterende metallag, 
og til indmuring i vådrum (badeværelser) anbefales det at bruge sådanne spejle. 
Disse spejle kaldes dobbeltspejle, badespejle eller vådrumsspejle.

## Spejle i videnskab
Til videnskabeligt, optisk arbejde bruges ofte dielektriske spejle. De består af et grundlag, der kan være af glas eller andre materialer, og som man har lagt et eller flere lag af dielektrisk materiale på, så de danner en optisk coating. Ved at vælge type og tykkelse af de dielektriske lag, kan man styre spektret af bølgelængder og mængden af lys, som spejlet reflekterer. De bedste spejle af denne type kan reflektere mere end 99,999% af det lys (i et snævert spektrum af bølgelængder), der rammer spejlet.

## Envejsspejle
Et énvejsspejl kaster kun ca. halvdelen af lyset tilbage og lader den anden halvdel passere igennem. Det er en glasplade, der er belagt så tyndt med metalmolekyler, at de kun dækker halvdelen af overfladen. Det kan kun bruges mellem et mørkt og et godt oplyst rum. Fra den mørke side ser det ud som et gennemsigtigt vindue, og fra den lyse side ligner det et spejl. Det kan bruges, når man vil iagttage kriminelle mistænkte, kunder (når man frygter, at de vil stjæle) osv. Den samme slags spejl kaldes et halvt belagt spejl, når man bruger det i et optisk instrument. Det skal dele en lysstråle, så halvdelen passerer lige igennem, mens den anden halvdel kastes tilbage.

## Spejle på biler
På biler og andre motorkøretøjer er der som regel flere spejle der skal hjælpe med at orientere sig i trafikken for at undgå færdseldulykker. Der er forskellige lovkrav til spejlenes udformning alt efter placering og køretøjstype; nogle spejle er flade, mens andre er konvekse (vidvinkelspejle).

## Spejle i kunst
Spejle har haft stor betydning for billedkunst og litteratur.[kilde mangler] De gør det muligt for kunstneren at se sig selv, sådan som hans eller hendes omverden ser ham eller hende. Spejles foruroligende evne til at fordoble eller mangedoble verden har været undersøgt og beskrevet talrige gange, men næppe mere indgående end hos Jorge Luis Borges.[kilde mangler]